# Zelotomys
Zelotomys là một chi động vật có vú trong họ Chuột, bộ Gặm nhấm. Chi này được Osgood miêu tả năm 1910. Loài điển hình của chi này là Mus hildegardeae Thomas, 1902.

## Các loài
Chi này gồm các loài: